# Schizophyllum amplum
Schizophyllum amplum är en svampart som först beskrevs av Joseph-Henri Léveillé, och fick sitt nu gällande namn av Nakasone 1996. Schizophyllum amplum ingår i släktet Schizophyllum och familjen oxtungsvampar.   Inga underarter finns listade i Catalogue of Life.
I den svenska databasen Dyntaxa används istället namnet Auriculariopsis ampla för samma taxon.  Arten är reproducerande i Sverige.

## Källor

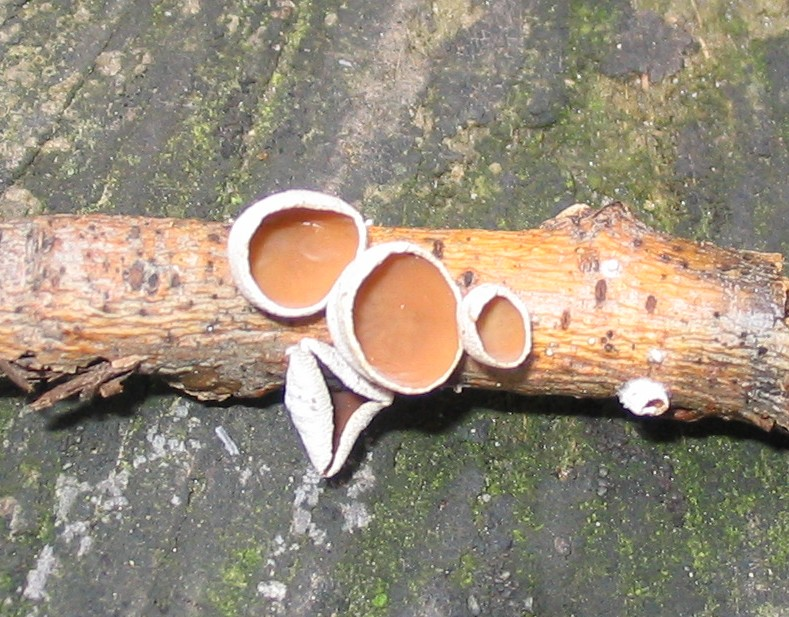
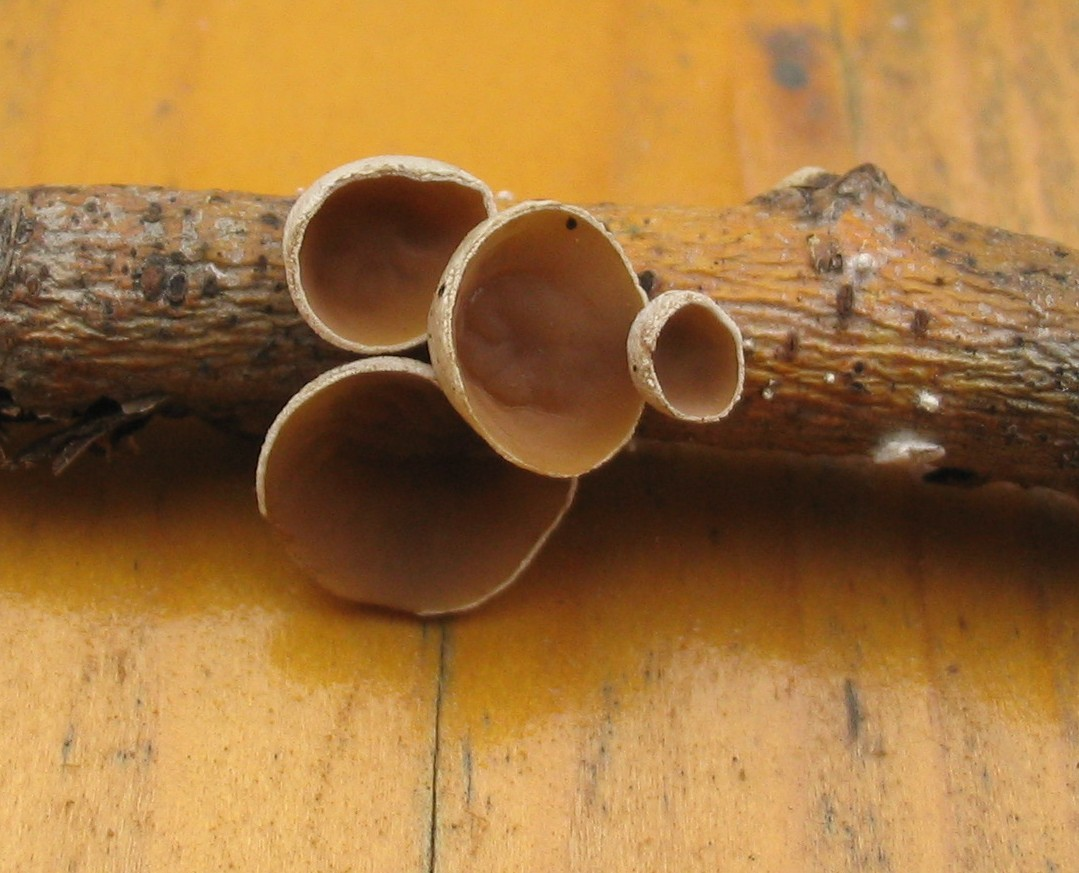
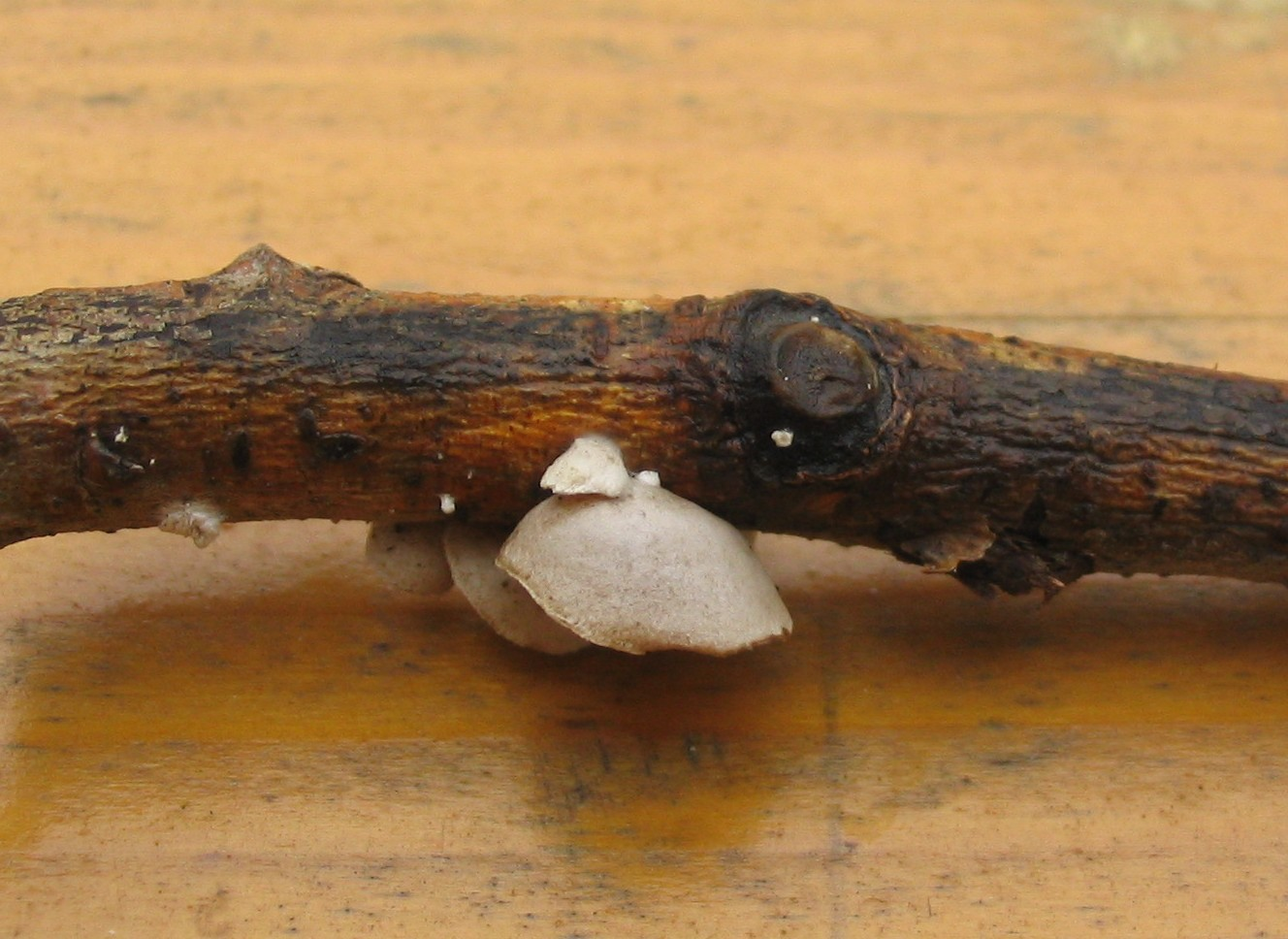